# Којуш
Којуш (алб. Kojushë) је насељено место у општини Призрен, на Косову и Метохији. Према попису становништва из 2011. у насељу је живело 509 становника.

## Становништво
Према попису из 2011. године, Којуш има следећи етнички састав становништва:
| Националност | 2011.        |
| Албанци      | 506 (99,41%) |
| Египћани     | 1 (0,20%)    |
| недоступно   | 2 (0,39%)    |
| Укупно       | 509          |

| Демографија | Демографија | Демографија |
| Година      | Становника  | Становника  |
| ----------- | ----------- | ----------- |
| 1948.       | 199         |             |
| 1953.       | 198         |             |
| 1961.       | 192         |             |
| 1971.       | 171         |             |
| 1981.       | 242         |             |
| 1991.       | 394         |             |
| 2011.       | 509         |             |